# Bosniske pyramider
De bosniske pyramider (bosnisk: Bosanske piramide) er en bakke ved navn Visočica ved byen Visoko i Bosnien-Hercegovina, nordvest for Sarajevo samt nogle nærliggende bakker, der af en amerikansk-bosnier, Semir Osmanagić, hævdes at være forhistoriske pyramider. Visočicas bakketop er beliggende 767 meter over havets overflade og bakken rejser sig 213 meter fra sin fod. Bakken fik i oktober 2005 international opmærksomhed, pga. påstande om, at den indeholder en gammel menneskeskabt forhistorisk pyramide. I foråret 2006 blev det påstået, at yderligere fire bakker angiveligt skulle indeholde menneskeskabte trinpyramider.
Påstanden blev offentliggjort af Semir Osmanagić, en bosnisk forfatter og metalarbejder bosiddende i Houston. Han påstod, at udgravningen involverede et internationalt hold af arkæologer fra Australien, Østrig, Bosnien, Skotland og Slovenien, men flere af de navngivne arkæologer har siden sagt, at de hverken har givet tilsagn om deltagelse eller har været på stedet. Udgravningen blev påbegyndt i april 2006.
Efterfølgende undersøgelser foretaget af en uafhængig gruppe har ikke kunnet påvise eksistensen af en pyramide som hævdet af Osmanagić i 2006. En større gruppe af europæiske forskere har skarpt kritiseret den bosniske regering for dens støtte til pyramidehypotesen, der betegnes som en "grum hoax, ... der ingen plads har i videnskabens verden". Den daværende præsident i Bosnien, Haris Silajdžić afviste dog kritikken under henvisning til, at udgravningerne tiltrak mange turister og at det var godt for økonomien. De mange tilrejsende frivillige og øvrige nysgerrige turister har gjort området til en af de største turistattraktioner i Bosnien med flere hundrede tusinde turister.
Osmanagics påstande er afvist som pseudovidenskabeligt sludder uden nogen form for videnskabelig evidens. Strukturen er en forholdsvis almindeligt forekommende geologisk formation ("flatiron") og kun få uden for Bosnien anser i dag Osmanagićs teori for plausibel.

## Osmanagics fortolkning
Osmanagić har navngivet Visocica-bakken "Piramide Sunca" (Solens pyramide), mens to nærtliggende bakker er blevet kaldt "Piramida Mjeseca" (Månens pyramide) og "Piramida Zmaja" (Dragens pyramide).

Ifølge hans teorier er pyramiderne konstrueret af gamle illyriske Balkan-indbyggere og de er forbundne via underjordiske tunneler.
De påståede pyramiders toppe hævdes at udgøre en ligesidet trekant. På en hjemmeside, der drives af tilhængere af teorien, er en side med et højdekurvebillede af den formodede pyramide og en illustration af toppenes ligesidede trekant.

Osmanagić har fremkommet med en række forskellige synspunkter om den hævdede pyramides alder. Oplysningerne gives ikke i sædvanlige videnskabelige tidsskrifter, men i interviews. Osmanagić er citeret for at hævde, at den påståede pyramide er opført 12.000 år f.Kr., hvilket har vakt opsigt, da Europa på dette tidspunkt under seneste istid ikke husede nogen kendt civilisation og idet de forholdsvist få mennesker i Europa efter alle normale forestillinger levede som jæger-samlere i spredte bosættelser uden nogen form for bystruktur. Osmanagić har i andre sammenhænge forklaret, at den hævdede pyramide er bygget af de mellemamerikanske mayaer, der ved hjælp af kosmisk energi kunne rejse i Universet og på Jorden.
Støtter af påstanden om eksistensen af en pyramide hævder tillige, at der sendes energi ud af pyramidens top, der angiveligt skulle anvendes til kommunikation ud i rummet. Antennen til udsendelsen af signalerne skulle befinde sig inde i pyramiden og være 2,5 km lang. Det er ikke ganske klart, hvorledes en 2,5 km lang antenne skulle placeres i den 213 meter høje pyramide.

## Udgravninger

### Den formodede Solens pyramide
Den 213 meter høje Visocica-bakke hævdes at have en symmetrisk form. Siderne har hældninger på 45° og er positionerede i henhold til kompasretningerne (nord, syd, øst og vest).[kilde mangler] Ideen om, at den er kunstigt lavet, blev offentliggjort af den bosniske forfatter Semir Osmanagić, hvis efterfølgende udgravninger ved stedet, efter eget udsagn har afdækket et indgangsplateau og tunneler, såvel som stenblokke og gammel cement, som han påstår engang har dækket strukturen.
En anden kontroversiel teori søger at knytte disse pyramider med de egyptiske: Aly Abd Alla Barakat fra Egyptian Mineral Resources Authority tror, at de udgravede sten på 4 m × 1,5 m er menneskefremstillede og afslebne på samme måde som stenene på pyramiderne i Giza. Han påstår at have fundet samme specielle cementmateriale i 0,5 cm bredde mellem stenene som i Giza-pyramiderne.

Udgravningerne foretages i vidt omfang af frivillige.
Der er ikke offentliggjort resultater af udgravningerne i videnskabelige tidsskrifter. Resultaterne af udgravningerne offentliggøres på en hjemmeside, www.bosnianpyramids.org, der drives af tilhængere af teorien.

### Den formodede Månens pyramide
Der er sket udgravninger ved den påståede "Månens pyramide", der er betydeligt mindre end den påståede "Solens pyramide".
Udover påstande om eksistensen af "Solens Pyramide" og "Månens pyramide" hævder Osmanagićs at der tillige i området findes en "Dragens pyramide", en "Moder jords pyramide" og en "Kærlighedens pyramide".

## Kritik
Semir Osmanagićs teorier afvises af anerkendte arkæologer, da der ikke findes videnskabeligt belæg for de opsigtsvækkende påstande. De anser Osmanagics for at drive pseudovidenskab og mener, at han og ligesindede ødelægger arkæologiske steder med sine udgravninger. Penn State Universitys professor Garrett Fagan er blevet citeret for: "De burde ikke have lov til at ødelægge ægte [historiske] steder i deres søgen efter disse vildfarelser[...] Det svarer til at nogen fik tilladelse til at fjerne Stonehenge med bulldozere, for nedenunder at kunne søge efter hemmelige rum indeholdende oldtidens visdom." 
Professor Anthony Harding, der er præsident for European Association of Archaeologists, mener at det eneste der blev bygget på den tid, hvor de Bosniske pyramider formodedes bygget, var skrøbelige hytter og at Europas folk på den tid stadig levede i huler og lignende.

Påstanden om, at en "ekspert" i egyptiske pyramider skulle støtte Osmanagićs teorier har også vist sig at være urigtige. Den påståede ekspert, Aly Abd Alla Barakat, er af Egyptens Råd for forhistoriske minder, betegnet som uden viden om egyptiske pyramider, og rådet kalder Osmanagićs teorier for "de rene hallucinationer".
Kritikken af Osmanagićs påstande som værende absurde og i åbenbar strid med sund fornuft har ikke blot ramt Osmanagić, men tillige de medier, der i 2005 og 2006 uden nærmere undersøgelser af Semir Osmanagićs baggrund viderebragte de bemærkelsesværdige påstande.

## Osmanagićs øvrige teorier
Semir Osmanagić er tillige forfatter til bogen "The World of the Maya", hvori han argumenterer for eksistensen af et "galaksisk teleskop", der skulle være opfundet af Mayaerne, der skulle kunne bringe Jorden i kosmisk harmoni med Solen og med hele Universet. Osmanagić mener, at mayaernes sofistikerede teknologi vil kunne forbinde Solens frekvenser med menneskenes psyke og derigennem skabe kosmisk harmoni, ligesom han mener, at mayaerne var rumrejsende, der kom fra Atlantis efter at være kommet fra et sted i Universet og som senere forlod Jorden igen. Mayaerne foretog rumrejserne med kosmisk energi, der skulle muliggøre rejser over hele Jorden og Universet. Osmanagić mener endvidere, at pyramiden i Bosnien er opført af mayaerne.